# Blauflügelkolibri
Der Blauflügelkolibri (Pterophanes cyanopterus) ist ein Vogel aus der Familie der Kolibris (Trochilidae) und die einzige Art der somit monotypischen Gattung Pterophanes. Die Art kommt in Kolumbien, Ecuador, Peru und Bolivien vor. Der Bestand wird von der IUCN als „nicht gefährdet“ (least concern) eingeschätzt.

## Merkmale
Der Blauflügelkolibri erreicht eine Körperlänge von etwa 16,3 cm (nach anderen Angaben bis zu 19 cm), wobei der gerade Schnabel ca. 3 cm ausmacht. Die Art gehört zu den größten Kolibriarten weltweit. Das Männchen schimmert auf der Ober- und Unterseite dunkel blaugrün, wobei die Unterseite kräftig bläulich wirkt. Die oberen und unteren Flügeldecken und die Innenfahnen der Handschwingen sind blau. Der Schwanz ist stark gegabelt, und die äußeren Steuerfedern sind grünlich schwarz. Das Weibchen glänzt auf der Oberseite ebenfalls grün, wobei der vordere Oberkopf dunkelgrau ist. Die Flügeldecken sind wie beim Männchen blau, wobei die Handschwingen weniger Blautönung aufweisen. Die Unterseite ist zimtfarben bis gelbbraun. Die Flanken und die Unterschwanzdecken sind mit runden grünen Flecken bedeckt. Der stark gegabelte Schwanz ist grünlich schwarz mit gräulich weißen Säumen.

## Lebensweise
Meist sieht man den Blauflügelkolibri mit relativ langsamen, fledertierartigen Flügelschlägen umherschwirren. Seinen Nektar bezieht er von Blüten der unteren und mittleren Straten. Dabei schwirrt er vor den Blüten, klammert sich an ihnen fest oder sitzt auf einem Ast vor ihnen. Meist ist er allein unterwegs und verhält sich territorial, indem er aggressiv andere Männchen und auch größere Insekten wie Hummeln und Schwärmer verjagt. Oftmals wird er von gemischten Gruppen bestehend aus Hochlandtangaren, Hakenschnäbeln und Waldsängern angezogen.

## Brutverhalten
Nahe dem Puracé wurden Blauflügelkolibris von Melbourne Armstrong Carriker im Februar in Brutstimmung beobachtet.

## Verbreitung und Lebensraum

Verbreitungsgebiet des Blauflügelkolibris

Der Blauflügelkolibri ist relativ häufig an verkümmerten Waldrändern, buschigen Hängen, Elfenwäldern oder Páramo-Ökosystemen anzutreffen. Gelegentlich ist er auch an vereinzelten Bäumen und Büschen des Páramo zu entdecken. Er bewegt sich in Höhenlagen zwischen 2600 und 3600 Metern, meist aber über 3000 Meter. Hier ist er in den Ostanden im Departamento de Norte de Santander westlich bis Cúcuta, den Zentralanden vom nördlichen Tolima südlich bis Bolivien verbreitet.

## Unterarten
Es sind drei Unterarten bekannt:
- Pterophanes cyanopterus cyanopterus (Fraser, 1840)[7] – Die Nominatform kommt in den Ostanden im Norden Kolumbiens in den Departamentos Norte de Santander und Cundinamarca vor.
- Pterophanes cyanopterus caeruleus Zimmer, JT, 1951[8] – Diese Unterart kommt in den zentralen und westlichen Anden Kolumbiens vom Departamento del Tolima und südlich bis Nariño vor.
- Pterophanes cyanopterus peruvianus Boucard, 1895[9] – Diese Unterart ist in den Westanden Kolumbiens, Ecuadors, Perus bis ins nördliche zentrale Bolivien im Departamento Cochabamba verbreitet.

Die Art ist monotypisch.

## Etymologie und Forschungsgeschichte
Louis Fraser beschrieb den Blauflügelkolibri unter dem Namen Trochilus cyanopterus. Für die Beschreibung verwendete er ein Manuskript von George Loddiges. Zum Fundort machte er keine Angaben. Es war John Gould, der 1849 mit der ersten Lieferung seiner Kolibritafeln die neue Gattung Pterophanes einführte. Pterophanes setzt sich aus den griechischen Worten πτερόν pterón für „Flügel“ und -φανής, φαίνω -phanḗs, phaínō für „scheinend, aufweisen“ zusammen. Das Artepitheton cyanopterus ist ein griechisches Wortgebilde aus κυανός kyanós für „dunkelblau“ und -πτερος, πτερόν -pteros, pterón für „-geflügelt, Flügel“. Caeruleus ist lateinischen Wort für „azurblau“. Peruvianus bezieht sich auf das Land Peru, das Land in dem Henry Whitely das Typusexemplar gesammelt hatte.